# Ligotka Kameralna
Ligotka Kameralna (cz. Komorní Lhotkaⓘ, niem. Kameral Elgoth) – wieś gminna i gmina na Śląsku Cieszyńskim w Czechach, w kraju morawsko-śląskim (powiat Frydek-Mistek). Społeczność polska stanowi ok. 25% obywateli gminy.

## Położenie
Większa, niżej położona część wsi leży u północnych podnóży Beskidu Morawsko-Śląskiego, w dolinie Stonawki, na wysokości 395–440 m n.p.m. Wyżej położona część ma zabudowę w dolinie potoku Ráztoka (dopływ Stonawki), wciskającej się w górę w kierunku szczytu Ropiczki (918 m n.p.m.), ograniczonej od wschodu masywem Goduli (738 m n.p.m.), zaś od zachodu masywem Kiczery (769 m n.p.m.). Najwyżej położone zabudowania sięgają wysokości 550 m n.p.m.

## Nazwa
Nazywała się pierwotnie Ligotką Średnią dla odróżnienia od dwóch starszych, sąsiednich Ligot: Dolnej i Górnej, położonych na zachód od niej, w dolinie Morawki. Później nazwano ją Ligotką Kameralną (tj. należącą do Komory Cieszyńskiej) w odróżnieniu od Ligoty niedaleko Cieszyna, należącej wprost do księcia i zwanej potem Alodialną. Nazwa pochodzi od ulgi w opłatach na rzecz księcia, jaką otrzymywali pierwsi osadnicy, osiedlający się w mniej korzystnych dla uprawy roli miejscach.

## Historia
Wzmiankowana po raz pierwszy w 1455. Do końca średniowiecza pozostawała wsią książęcą w Księstwie Cieszyńskim.
W okresie reformacji znaczna część mieszkańców zmieniła wyznanie na luteranizm. W rok po wydaniu patentu tolerancyjnego w 1781 w Ligotce Kameralnej zbudowano drewnianą szkołę ewangelicką i w latach 1782-1783 ewangelicki dom modlitwy.
Według austriackiego spisu ludności z 1900 w 192 budynkach w Ligotce Kameralnej na obszarze 1988 hektarów mieszkało 1020 osób, co dawało gęstość zaludnienia równą 51,3 os./km². z tego 888 (87,1%) mieszkańców było ewangelikami, 126 (12,4%) katolikami, a 6 (0,6%) wyznawcami judaizmu, 980 (96,1%) było polsko-, 32 (3,1%) niemiecko- a 5 (0,5%) czeskojęzycznymi. Do 1910 roku liczba budynków wzrosła do 197 a mieszkańców do 1038, z czego 1036 było zameldowanych na stałe, 979 (94,3%) było polsko-, 29 (2,8%) niemiecko- a 28 (2,7%) czeskojęzycznymi. Podział według religii kształtował się następująco: 916 (88,2%) ewangelików, 116 (11,2%) katolików, 3 (0,3%) wyznawców judaizmu oraz 3 (0,3%) innej religii lub wyznań.
W wyniku konfliktu polsko-czechosłowackiego o Śląsk Cieszyński po podziale regionu w 1920 miejscowość stała się częścią Czechosłowacji. 2 października 1938 została wraz z Zaolziem zaanektowana przez Polskę i przyłączona do powiatu cieszyńskiego, a podczas II wojny światowej znalazła się w granicach III Rzeszy. Po wojnie przywrócona Czechosłowacji.
Od 1859 pastorem parafii ewangelickiej w Ligotce Kameralnej był ks. Jerzy Heczko, który tutaj zmarł w 1907. Miejscowość ta była także miejscem działalności przedwojennego duchownego luterańskiego i polskiego działacza narodowego ks. Karola Kulisza.

## Atrakcje turystyczne
- Zabytkowy kościół ewangelicki z 1782
- Stara kuźnia

## Galeria

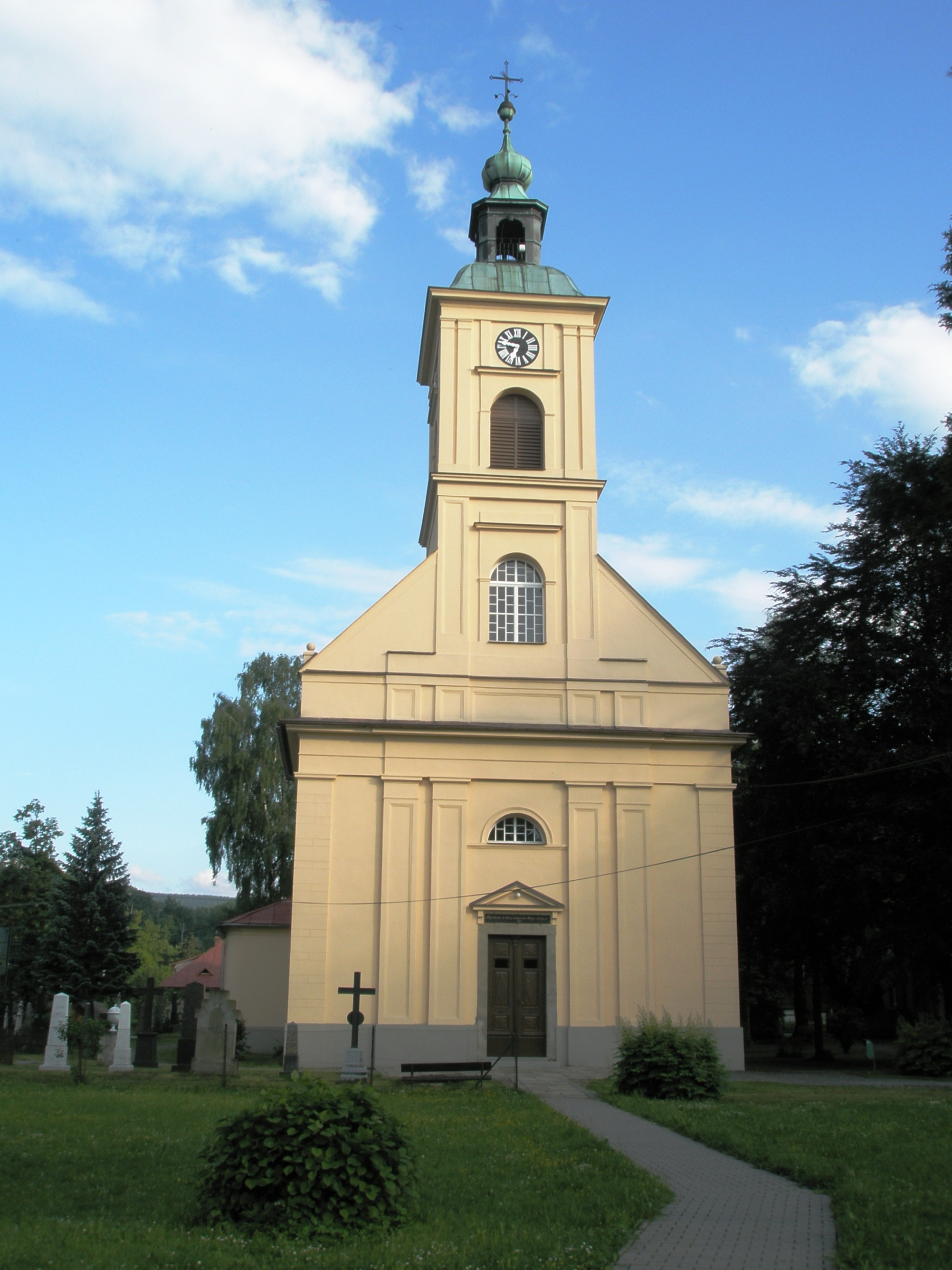
Kościół ewangelicki
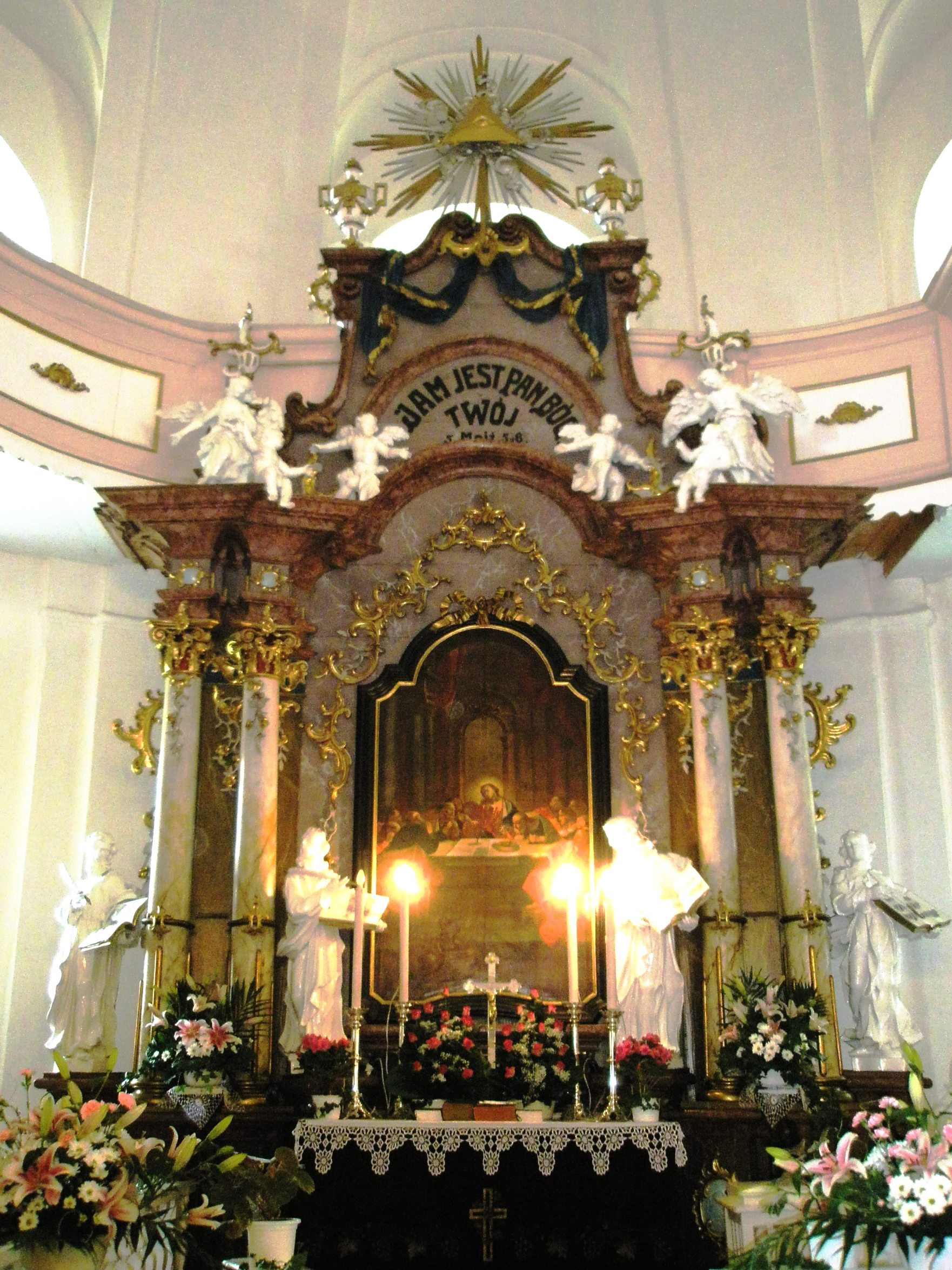
Wnętrze kościoła ewangelickiego
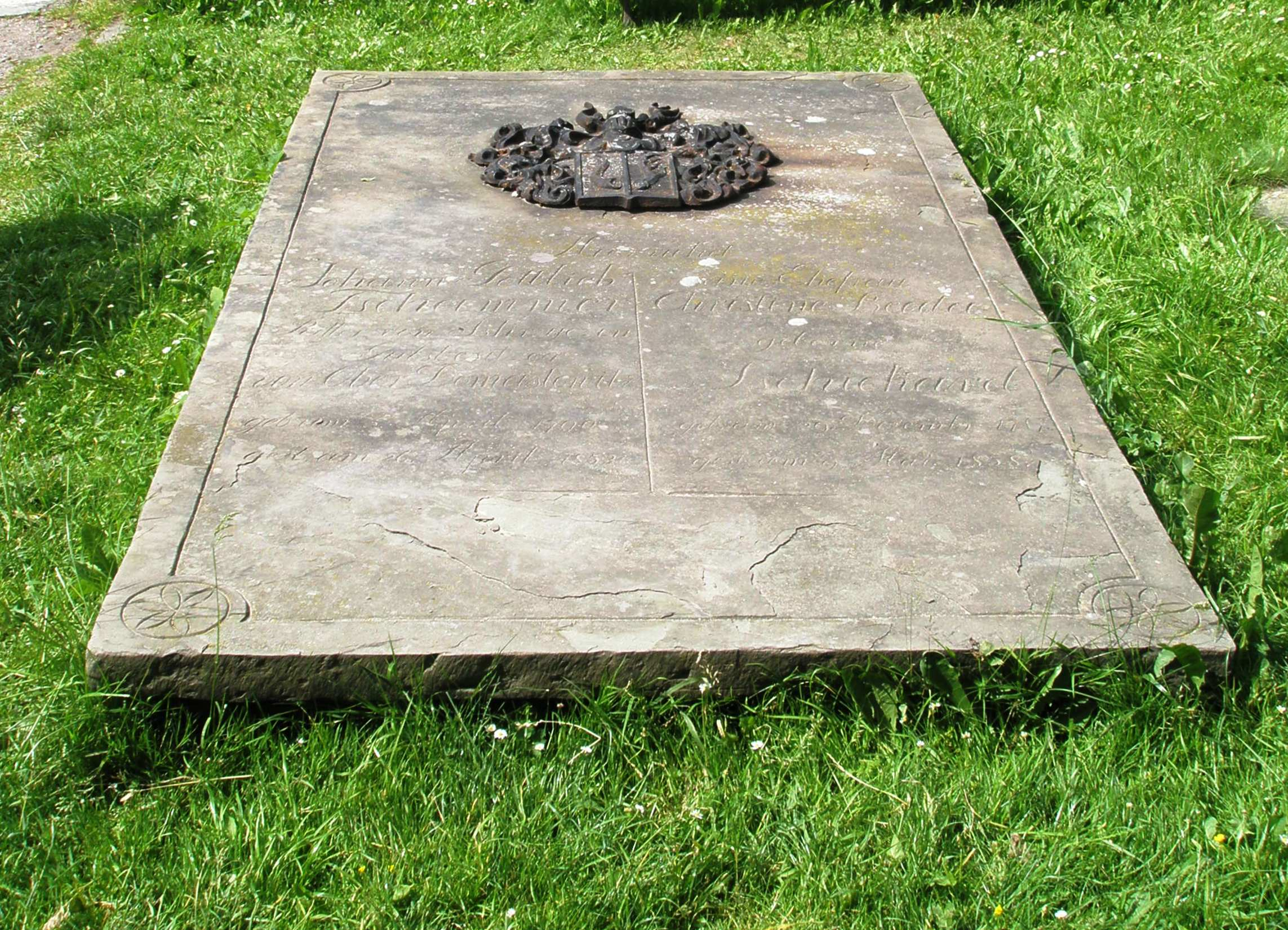
Nagrobek rodziny Tschammerów
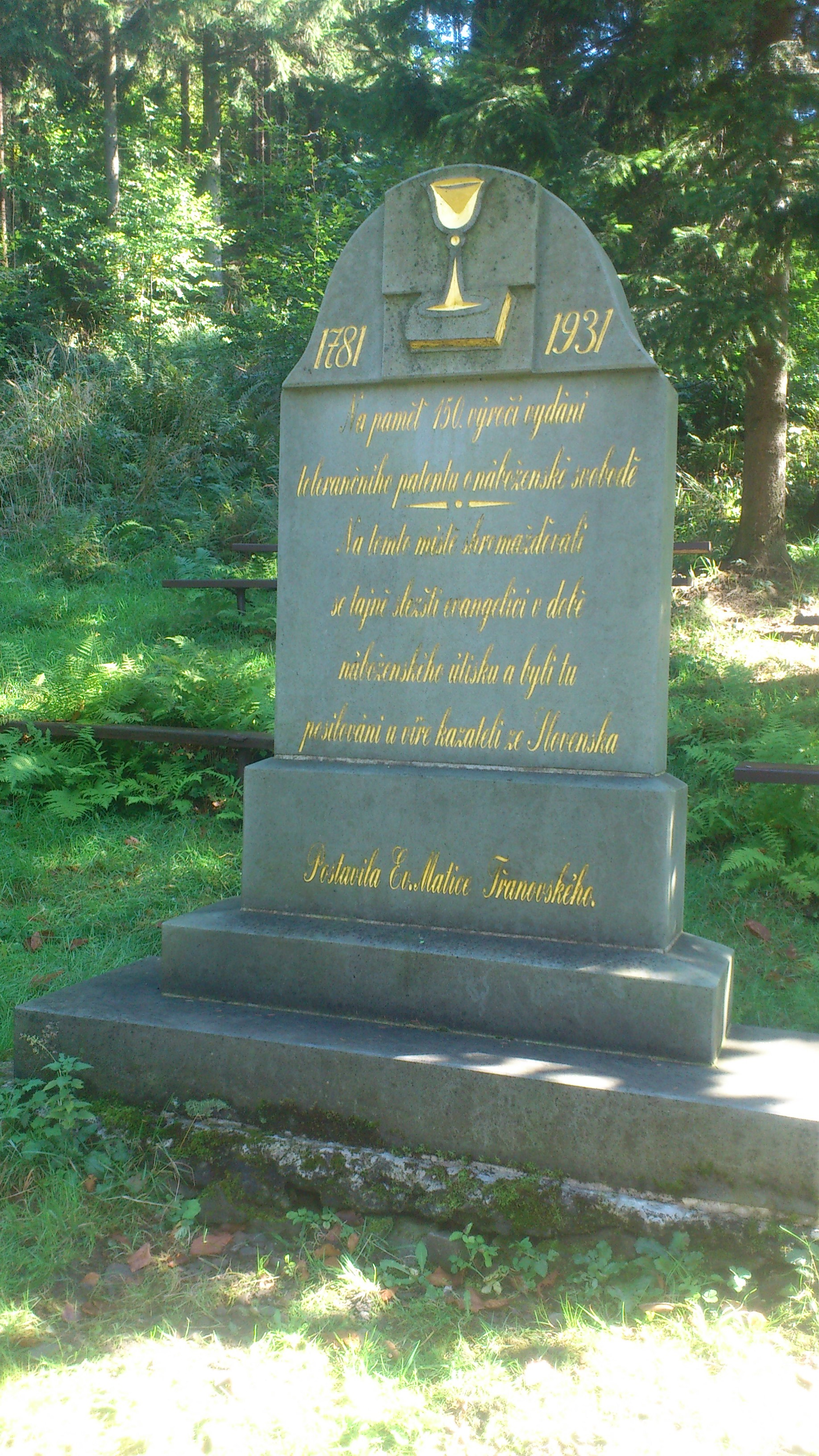
Pomnik na wzgórzu Godula
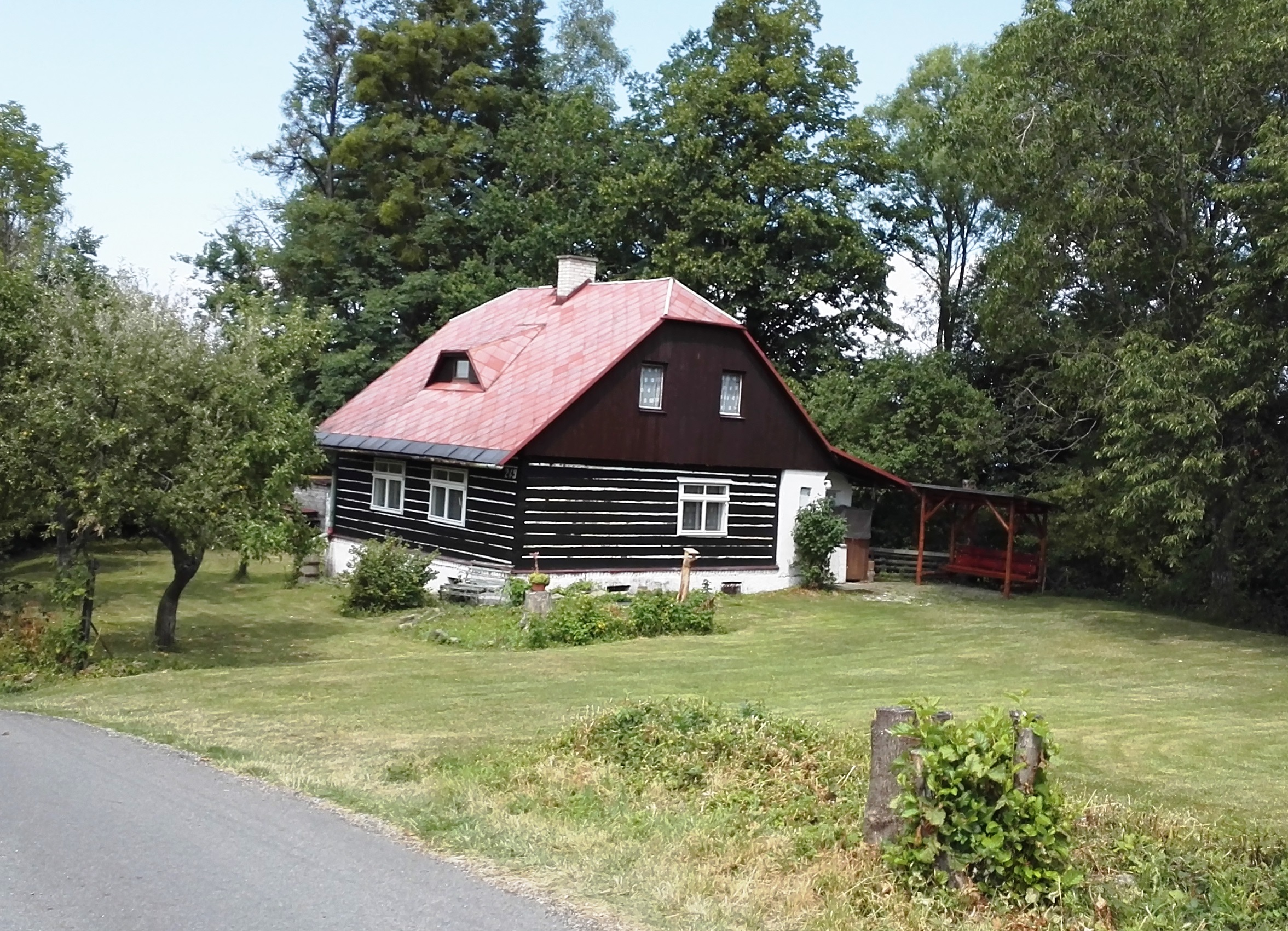
Dom nr 249
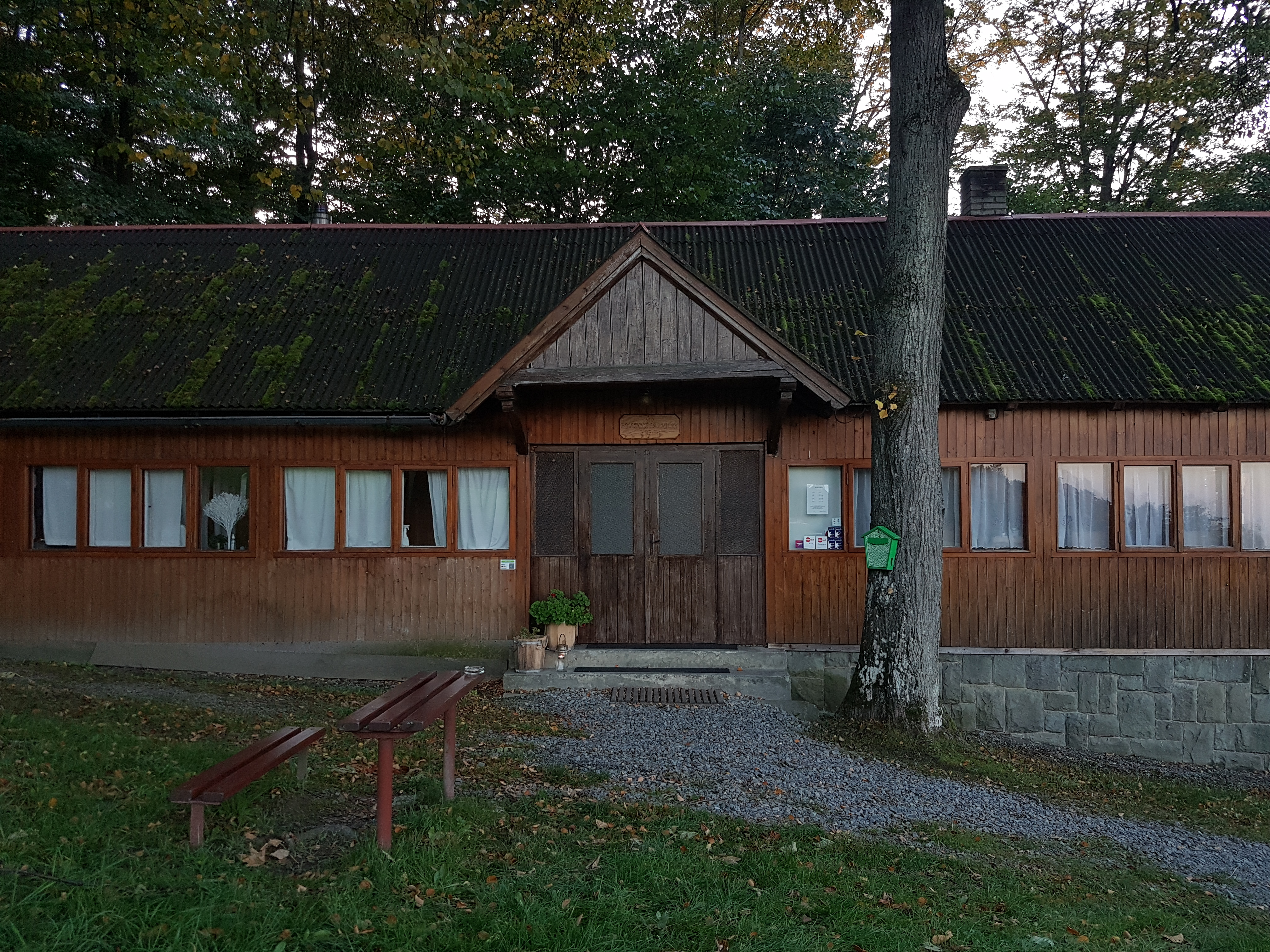
Łaźnie ziołowe
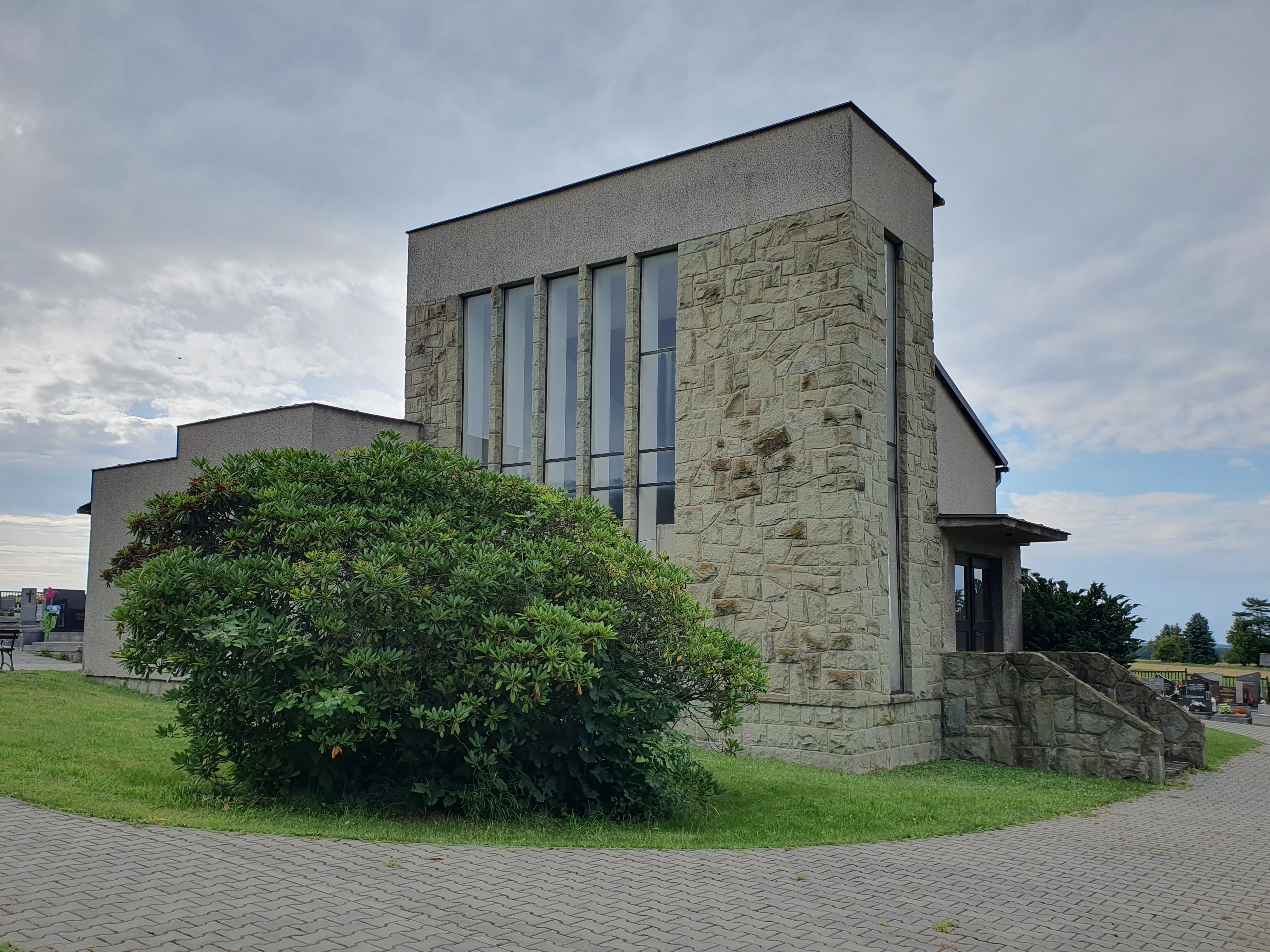
Sala pożegnań
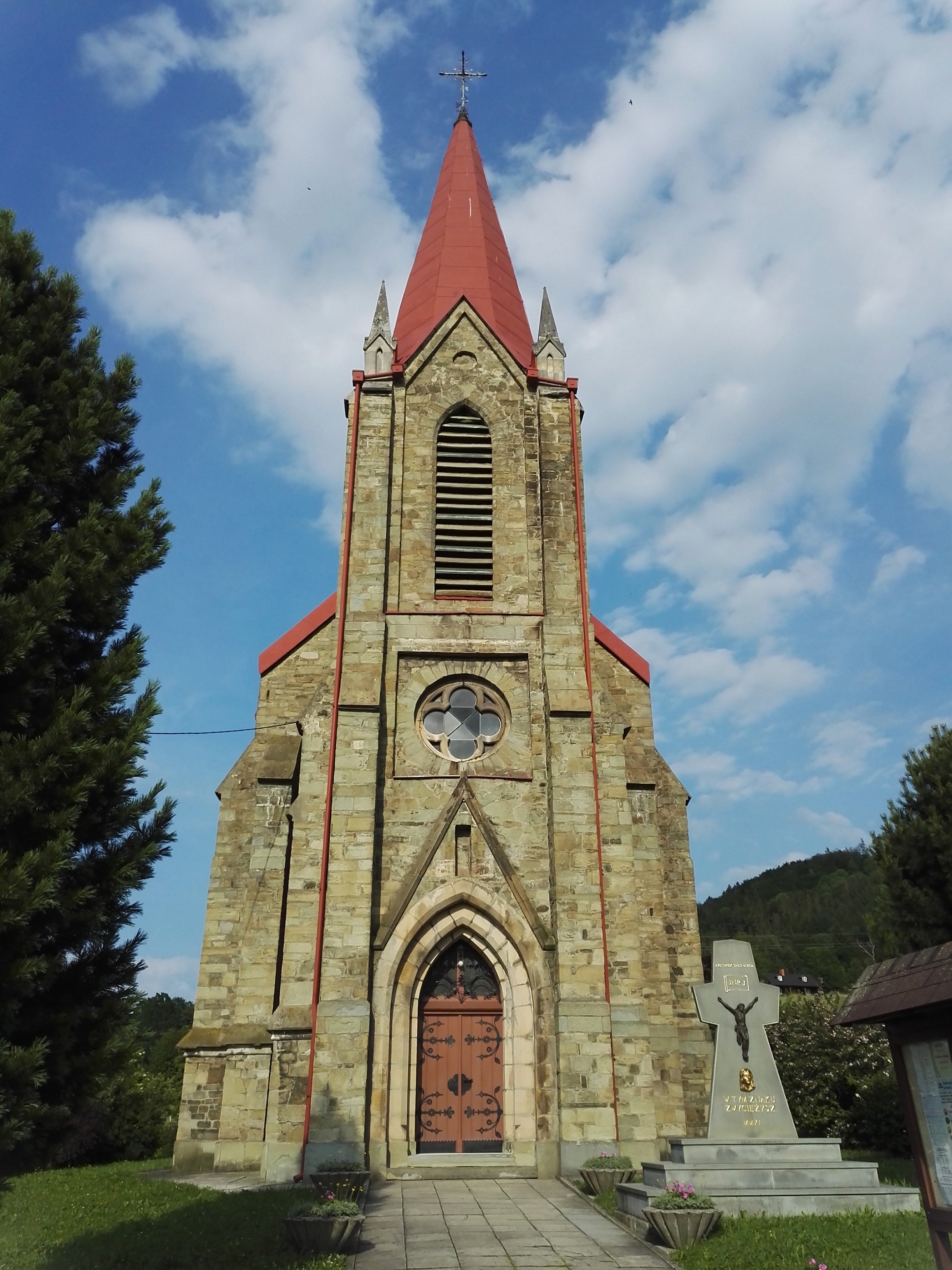
Kościółek katolicki